# Kai Cipot
Kai Cipot (Murska Sobota, 28 aprile 2001) è un calciatore sloveno, difensore del Veres Rivne.

## Biografia
È figlio di Fabijan Cipot, ex calciatore della nazionale slovena. Ha un fratello minore, Tio, anch'esso calciatore.

## Carriera

### Club
Cresciuto nel settore giovanile del NŠ Mura, debutta in prima squadra l'11 luglio 2019 in occasione del match valido per le qualificazioni all'UEFA Europa League 2019-2020 perso 2-0 contro il Maccabi Haifa. Realizza la sua prima rete il 5 giugno 2020 nell'incontro di campionato vinto 3-2 contro l'Aluminij.

### Nazionale
Ha giocato nelle nazionali giovanili slovene Under-18, Under-19 ed Under-21.

## Statistiche

### Presenze e reti nei club
Statistiche aggiornate al 12 dicembre 2022.
| Stagione        | Squadra         | Campionato      | Campionato | Campionato | Coppe nazionali | Coppe nazionali | Coppe nazionali | Coppe continentali | Coppe continentali | Coppe continentali | Altre coppe | Altre coppe | Altre coppe | Totale | Totale |
| Stagione        | Squadra         | Comp            | Pres       | Reti       | Comp            | Pres            | Reti            | Comp               | Pres               | Reti               | Comp        | Pres        | Reti        | Pres   | Reti   |
| --------------- | --------------- | --------------- | ---------- | ---------- | --------------- | --------------- | --------------- | ------------------ | ------------------ | ------------------ | ----------- | ----------- | ----------- | ------ | ------ |
| 2019-2020       | NŠ Mura         | 1.SNL           | 16         | 2          | CS              | 3               | 1               | UEL                | 1                  | 0                  | -           | -           | -           | 20     | 3      |
| 2020-2021       | NŠ Mura         | 1.SNL           | 32         | 3          | CS              | 1               | 0               | UEL                | 2                  | 0                  | -           | -           | -           | 35     | 3      |
| 2021-2022       | NŠ Mura         | 1.SNL           | 19         | 3          | CS              | 1               | 0               | UCL+UEL+UECL       | 4+3+5              | 0                  | -           | -           | -           | 32     | 3      |
| 2022-2023       | NŠ Mura         | 1.SNL           | 19         | 1          | CS              | 1               | 0               | UECL               | 2                  | 0                  | -           | -           | -           | 22     | 1      |
| Totale carriera | Totale carriera | Totale carriera | 86         | 9          |                 | 6               | 1               |                    | 17                 | 0                  |             | -           | -           | 109    | 10     |

## Palmarès

### Club

#### Competizioni nazionali
- Coppa di Slovenia: 1

NŠ Mura: 2019-2020
- Campionato sloveno: 1

NŠ Mura: 2020-2021